# Maj-Britt Patriksson
Maj-Britt Christina Patriksson (senare Nilsson), född 8 maj 1945 i Stenkyrka, är en svensk före detta friidrottare. Hon tävlade till och med 1961 för Skärhamns IK, därefter för Göteborgs Kvinnliga IK.